# Gerhard Doderer
Gerhard Otto Doderer (Kitzingen, 25 de março de 1944) é um musicólogo, organista e professor alemão radicado em Portugal.

## Vida
Formou-se em pedagogia na Universidade de Wurzburg em 1969, e em música no Conservatório da mesma cidade, em 1970. Frequentou o curso de Ciências Musicais na Julius-Maximilians-Universitat de Wurzburg, onde se doutorou em 1973. Como bolseiro da Fundação Calouste Gulbenkian, frequentou a classe de Macario Santiago Kastner em Lisboa, entre 1969 e 1970. Entre 1973 e 1975 leccionou as disciplinas de Órgão e de Organologia no Conservatório Nacional de Lisboa. De 1975 a 1981 deu aulas no Hermann-Zilcher-Konservatorium de Wurzburg, instituição da qual assumiu a direcção em 1978. A partir de 1982 passou a leccionar na Universidade Nova de Lisboa, na Faculdade de Ciências Sociais e Humanas, no departamento de Ciências Musicais onde é professor catedrático. Colaborou com a Faculdade de Letras da Universidade de Coimbra, (entre 1987 e 1999), e com a Universidade do Minho, (entre 1994 e 2000).